# Itaquari
Itaquari é um distrito do município brasileiro de Cariacica, no estado do Espírito Santo. Segundo o censo demográfico de 2022, realizado pelo Instituto Brasileiro de Geografia e Estatística (IBGE), sua população era de 219 898 habitantes e havia 82 637 domicílios particulares permanentes ocupados.
Está situado na região sul do município. Foi reconhecido como distrito de Cariacica pelo decreto estadual nº 57 de 25 de novembro de 1890, com a emancipação do município. Nesta data o distrito tinha o nome de Itanguá, tendo sido renomeado para Itaquari pela lei estadual nº 973 de 26 de novembro de 1914.